# Параньгинский район

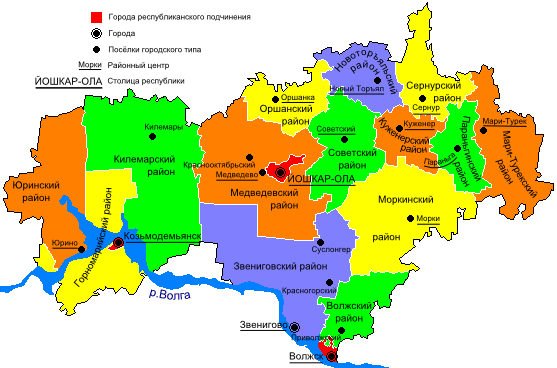
Республика Марий Эл

Параньги́нский райо́н (мар. Параньга кундем) — административно-территориальная единица и муниципальное образование (муниципальный район) в восточной части республики Марий Эл Российской Федерации..
Административный центр — посёлок городского типа Параньга.

## География
Район граничит с Сернурским районом — на севере, с Мари-Турекским — на востоке, с Моркинским — на юге и с Куженерским — на западе. Расположен на южных склонах Волжско-Вятского водораздела и в верховьях реки Илеть.
Площадь района — 800 км².
Водные ресурсы
В северной части района в северо-восточном направлении течёт река Буй (правый приток реки Вятки), в который впадают речки Сереньга, Ляжмаринка.
Вдоль всего Параньгинского района в юго-восточном направлении течёт река Ноля (левый приток реки Уржумка). В неё впадает множество мелких речек: Кочан энер, Йошкарэнер, Ильмовка, Койла, Токсубайка, Кошпайка, Купайка, Верхний Лаж, Ирсолька, Олорка, Ольминка, Тектенер, Тошкемнурка.
Река Илеть (левый приток реки Волга) течёт в юго-западном направлении. Исток находится на севере Параньгинского района. Река пополняется за счёт правых притоков: Ольминка, Омшанка, Параньгинка, Ировка с притоками Унжа и Купшерка.
В южной части района берёт начало речка Унжинка (правый приток реки Шора).

## История
После падения Казани часть беглого татарского населения была принята марийцами на своей территории, вследствие чего татары составили около половины населения района.
В первой половине XVIII века на территории современного Параньгинского района 20 селений. С 1719 года часть из них находилась в ведении администрации Уржумского уезда, а остальные волости входили в состав Казанского уезда Казанской губернии.
В 1779—1782 годах селения района входили в состав Уржумского и Царевосанчурского уездов Вятского наместничества. В XIX веке селения района входили в состав Ирмучашской, Турекской, Мазарской, а затем Косолаповской волостей Уржумского уезда Вятской губернии.
Параньгинский район был образован по просьбе татарского населения в соответствии с проводимой в стране национальной политикой согласно Постановлению Президиума ВЦИК от 30 апреля 1931 года. До 8 июля 1932 года район назывался Татарским. Большую часть населения тогда составляли татары — 63,3 %, русские — 21,2 %, марийцы — 15,3 %.
11 марта 1959 года к Параньгинскому району была присоединена часть территории упразднённого Хлебниковского района.
В декабре 1962 года Параньгинский район был упразднён, населённые пункты вошли в состав Мари-Турекского района. 12 января 1965 года район вновь был восстановлен.

## Население
| 2002    | 2005    | 2009    | 2010    | 2011    | 2012    | 2013    | 2014    | 2015    |
| ------- | ------- | ------- | ------- | ------- | ------- | ------- | ------- | ------- |
| 17 847  | ↘17 600 | ↘17 161 | ↘16 307 | ↘16 250 | ↘15 763 | ↘15 426 | ↘15 069 | ↘14 913 |
| 2016    | 2017    | 2018    | 2019    | 2020    | 2021    | 2023    |         |         |
| ↘14 788 | ↘14 721 | ↘14 554 | ↘14 232 | ↘13 907 | ↘13 457 | ↘13 181 |         |         |

### Урбанизация
В городских условиях (пгт Параньга) проживают 39,96 % населения района.

### Национальный состав
Национальный состав населения Параньгинского района согласно Всероссийской переписи населения 2010 года. По данным переписи в районе встречаются представители 22 национальностей.
| № |                           | Численность населения, чел. (2010) | % от всего | % от указав- ших нацио- наль- ность |
| - | ------------------------- | ---------------------------------- | ---------- | ----------------------------------- |
|   | всего                     | 16 307                             | 100,00 %   |                                     |
| 1 | Татары                    | 7730                               | 47,40 %    | 47,74 %                             |
| 2 | Марийцы                   | 7036                               | 43,15 %    | 43,45 %                             |
| 3 | Русские                   | 1314                               | 8,06 %     | 8,11 %                              |
| 4 | Узбеки                    | 22                                 | 0,13 %     | 0,14 %                              |
| 5 | Азербайджанцы             | 17                                 | 0,10 %     | 0,10 %                              |
| 5 | Украинцы                  | 17                                 | 0,10 %     | 0,10 %                              |
| 7 | Чуваши                    | 12                                 | 0,07 %     | 0,07 %                              |
|   | другие                    | 96                                 | 0,59 %     | 0,59 %                              |
|   | указали национальность    | 16 193                             | 99,30 %    | 100,00 %                            |
|   | не указали национальность | 114                                | 0,70 %     |                                     |

По итогам переписи населения 2020 года проживали следующие национальности (национальности менее 0,1 % и другое см. в сноске к строке «Другие»):
| Национальность | Численность, чел. | Доля     |
| -------------- | ----------------- | -------- |
| Татары         | 6359              | 47,25 %  |
| Марийцы        | 5832              | 43,34 %  |
| Русские        | 1070              | 7,95 %   |
| Таджики        | 28                | 0,21 %   |
| Узбеки         | 16                | 0,12 %   |
| Другие         | 152               | 1,13 %   |
| Итого          | 13 457            | 100,00 % |

## Административное деление
В Параньгинский район как административно-территориальную единицу входят 1 посёлок городского типа (пгт) и 8 сельских округов. Сельские округа одноимённы образованным в их границах сельским поселениям, а пгт — городскому поселению.
В Параньгинский муниципальный район входят 9 муниципальных образований, в том числе 1 городское поселение и 8 сельских поселений.
| №        | Муниципальное образование | Административный центр  | Количество населённых пунктов | Население (чел.) | Площадь (км²) |
| -------- | ------------------------- | ----------------------- | ----------------------------- | ---------------- | ------------- |
| 1e-06    | Городское поселение:      |                         |                               |                  |               |
| 1        | Параньга                  | пгт Параньга            | 2                             | ↘5460            | 106,57        |
| 1.000002 | Сельские поселения:       |                         |                               |                  |               |
| 2        | Алашайское                | деревня Алашайка        | 5                             | ↘1129            | 98,93         |
| 3        | Елеевское                 | село Елеево             | 8                             | ↘1362            | 68,54         |
| 4        | Илетское                  | село Илеть              | 4                             | ↘420             | 131,05        |
| 5        | Ильпанурское              | деревня Ильпанур        | 6                             | ↗710             | 48,91         |
| 6        | Куракинское               | село Куракино           | 7                             | ↘1200            | 56,83         |
| 7        | Портянурское              | деревня Портянур        | 2                             | ↘1015            | 68,08         |
| 8        | Русско-Ляжмаринское       | деревня Русская Ляжмарь | 8                             | ↘668             | 76,78         |
| 9        | Усолинское                | село Усола              | 7                             | ↘1217            | 135,97        |

### Населённые пункты
В Параньгинском районе 50 населённых пунктов.
| №  | Населённый пункт | Тип     | Население | Муниципальное образование              |
| -- | ---------------- | ------- | --------- | -------------------------------------- |
| 1  | Алашайка         | деревня | ↘898      | Алашайское сельское поселение          |
| 2  | Бирюки           | деревня | 39        | Илетское сельское поселение            |
| 3  | Вочарма          | деревня | 125       | Елеевское сельское поселение           |
| 4  | Данилово         | деревня | 13        | Ильпанурское сельское поселение        |
| 5  | Дубровка         | деревня | 21        | Илетское сельское поселение            |
| 6  | Егорково         | деревня | 132       | Елеевское сельское поселение           |
| 7  | Елеево           | село    | 783       | Елеевское сельское поселение           |
| 8  | Илетнур          | деревня | 34        | Илетское сельское поселение            |
| 9  | Илеть            | село    | 492       | Илетское сельское поселение            |
| 10 | Ильпанур         | деревня | 656       | Ильпанурское сельское поселение        |
| 11 | Ирмучаш          | деревня | 220       | Куракинское сельское поселение         |
| 12 | Ирнур            | деревня | 500       | Портянурское сельское поселение        |
| 13 | Ишимово          | деревня | 7         | Русско-Ляжмаринское сельское поселение |
| 14 | Иштыра           | деревня | 218       | Русско-Ляжмаринское сельское поселение |
| 15 | Котяминер        | деревня | 80        | Елеевское сельское поселение           |
| 16 | Купай            | деревня | ↘4        | Алашайское сельское поселение          |
| 17 | Куракино         | село    | 372       | Куракинское сельское поселение         |
| 18 | Куянково         | деревня | ↗550      | Алашайское сельское поселение          |
| 19 | Ляжбердино       | деревня | →193      | городское поселение Параньга           |
| 20 | Манкинер         | деревня | 2         | Усолинское сельское поселение          |
| 21 | Мари-Кошпай      | деревня | 29        | Ильпанурское сельское поселение        |
| 22 | Мари-Лебляк      | деревня | 21        | Куракинское сельское поселение         |
| 23 | Мари-Ляжмарь     | деревня | 85        | Русско-Ляжмаринское сельское поселение |
| 24 | Мари-Сеснур      | деревня | 52        | Елеевское сельское поселение           |
| 25 | Мурзанаево       | деревня | 294       | Куракинское сельское поселение         |
| 26 | Нижний Осиял     | деревня |           | Куракинское сельское поселение         |
| 27 | Николашкино      | деревня | 141       | Елеевское сельское поселение           |
| 28 | Обипамаш         | деревня | 115       | Елеевское сельское поселение           |
| 29 | Олоры            | деревня | 847       | Усолинское сельское поселение          |
| 30 | Онучино          | деревня | 3         | Ильпанурское сельское поселение        |
| 31 | Осиялы           | деревня | 221       | Куракинское сельское поселение         |
| 32 | Параньга         | пгт     | ↘5267     | городское поселение Параньга           |
| 33 | Поле-Кугунур     | деревня | 79        | Усолинское сельское поселение          |
| 34 | Помосъял         | деревня | 302       | Елеевское сельское поселение           |
| 35 | Портчара         | деревня | ↘33       | Алашайское сельское поселение          |
| 36 | Портянур         | деревня | 819       | Портянурское сельское поселение        |
| 37 | Русская Ляжмарь  | деревня | 469       | Русско-Ляжмаринское сельское поселение |
| 38 | Русский Лебляк   | деревня | 25        | Ильпанурское сельское поселение        |
| 39 | Сабанур          | деревня | 11        | Усолинское сельское поселение          |
| 40 | Сидорово         | деревня | 33        | Усолинское сельское поселение          |
| 41 | Скрябино         | деревня | 20        | Русско-Ляжмаринское сельское поселение |
| 42 | Тошкемнур        | деревня | 33        | Усолинское сельское поселение          |
| 43 | Тоштоял          | деревня | ↘45       | Алашайское сельское поселение          |
| 44 | Усола            | деревня | 575       | Усолинское сельское поселение          |
| 45 | Халтурино        | деревня | 9         | Русско-Ляжмаринское сельское поселение |
| 46 | Хасаново         | деревня | 78        | Русско-Ляжмаринское сельское поселение |
| 47 | Чеберюла         | деревня | 4         | Куракинское сельское поселение         |
| 48 | Шеменермучаш     | деревня | 100       | Ильпанурское сельское поселение        |
| 49 | Юлтышка          | деревня | 3         | Русско-Ляжмаринское сельское поселение |
| 50 | Яндемирово       | деревня | 500       | Куракинское сельское поселение         |

Новообразованные населённые пункты
В 2018 году часть деревни Осиялы была выделена в самостоятельный населённый пункт — Нижний Осиял.
Упразднённые населённые пункты:
- 1999 год — деревни Гайфуллино и Хабибуллино[32]

## Экономика
В деревне Портянур действует птицефабрика.

## Культура и образование
- СПТУ-28
- Параньгинская общеобразовательная средняя школа
- СТТ (Строительно-технологический техникум)

## Здравоохранение
- Центральная районная больница